# Hoa hậu Hoàn vũ 1953
Hoa hậu Hoàn vũ 1953 là cuộc thi Hoa hậu Hoàn vũ lần thứ hai được tổ chức vào ngày 17 tháng 7 năm 1953 tại Nhà hát Thính phòng Long Beach ở Long Beach, California, Hoa Kỳ. Có tổng cộng 26 thí sinh tham gia cuộc thi và cuộc thi được tổ chức đồng thời với sự kiện Hoa hậu Mỹ 1953. Christiane Martel 21 tuổi đến từ Pháp đã giành chiến thắng, trở thành Hoa hậu Hoàn vũ thứ hai. Hoa hậu Hoàn vũ 1952 Armi Kuusela, đã từ chức trước đó vào khoảng cuối nhiệm kỳ và do đó Martel được trao vương miện bởi nữ diễn viên Julie Adams.

## Kết quả

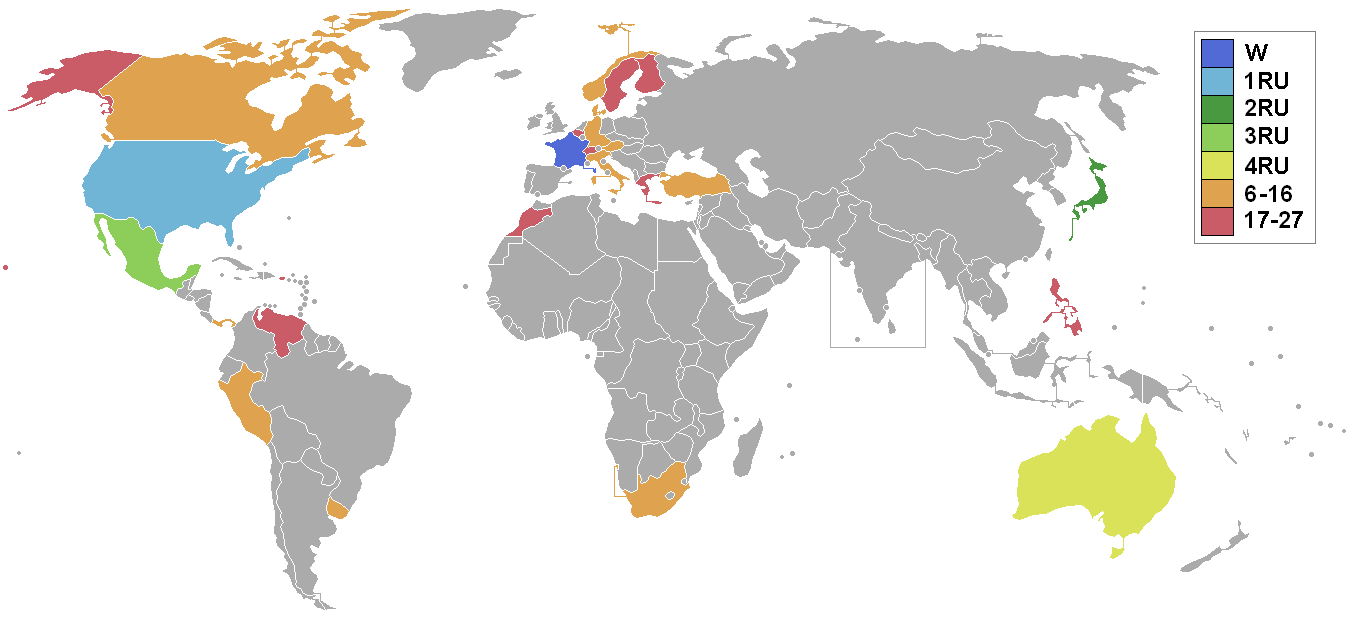
Các nước và vùng lãnh thổ tham gia Hoa hậu Hoàn Vũ 1953 và kết quả.

### Thứ hạng
| Kết quả              | Thí sinh |
| -------------------- | --- |
| Hoa hậu Hoàn vũ 1953 | - Pháp – Christiane Martel |
| Á hậu 1              | - Hoa Kỳ – Myrna Hansen |
| Á hậu 2              | - Nhật Bản – Kinuko Ito |
| Á hậu 3              | - Mexico – Ana Bertha Lepe |
| Á hậu 4              | - Úc – Maxine Morgan |
| Top 16               | - Áo – Lore Felger - Canada – Thelma Brewis - Đan Mạch – Jytte Olsen - Đức – Christel Schaack - Ý – Rita Stazzi - Na Uy – Synnøve Gulbrandsen - Panama – Emita Arosemena - Perú – Mary Ann Sarmiento - Nam Phi – Ingrid Mills - Thổ Nhĩ Kỳ – Ayten Akyol - Uruguay – Alicia Ibáñez |

### Các giải thưởng đặc biệt
| Giải thưởng        | Thí sinh                      |
| ------------------ | ----------------------------- |
| Hoa hậu Thân thiện | - Louisiana – Jeanne Thompson |
| Hoa hậu Ảnh        | - Hoa Kỳ – Myrna Hansen       |

- Từ năm 1952 đến 1964, cuộc thi Hoa hậu Hoàn vũ được tổ chức đồng thời với cuộc thi Hoa hậu Mỹ nên các giải phụ có thể trao cùng một lúc cho cả hai cuộc thi.

## Hội đồng giám khảo
- Jeff Chandler
- Arlene Dahl
- Rhonda Flemming
- Constance Moore

## Thí sinh tham gia

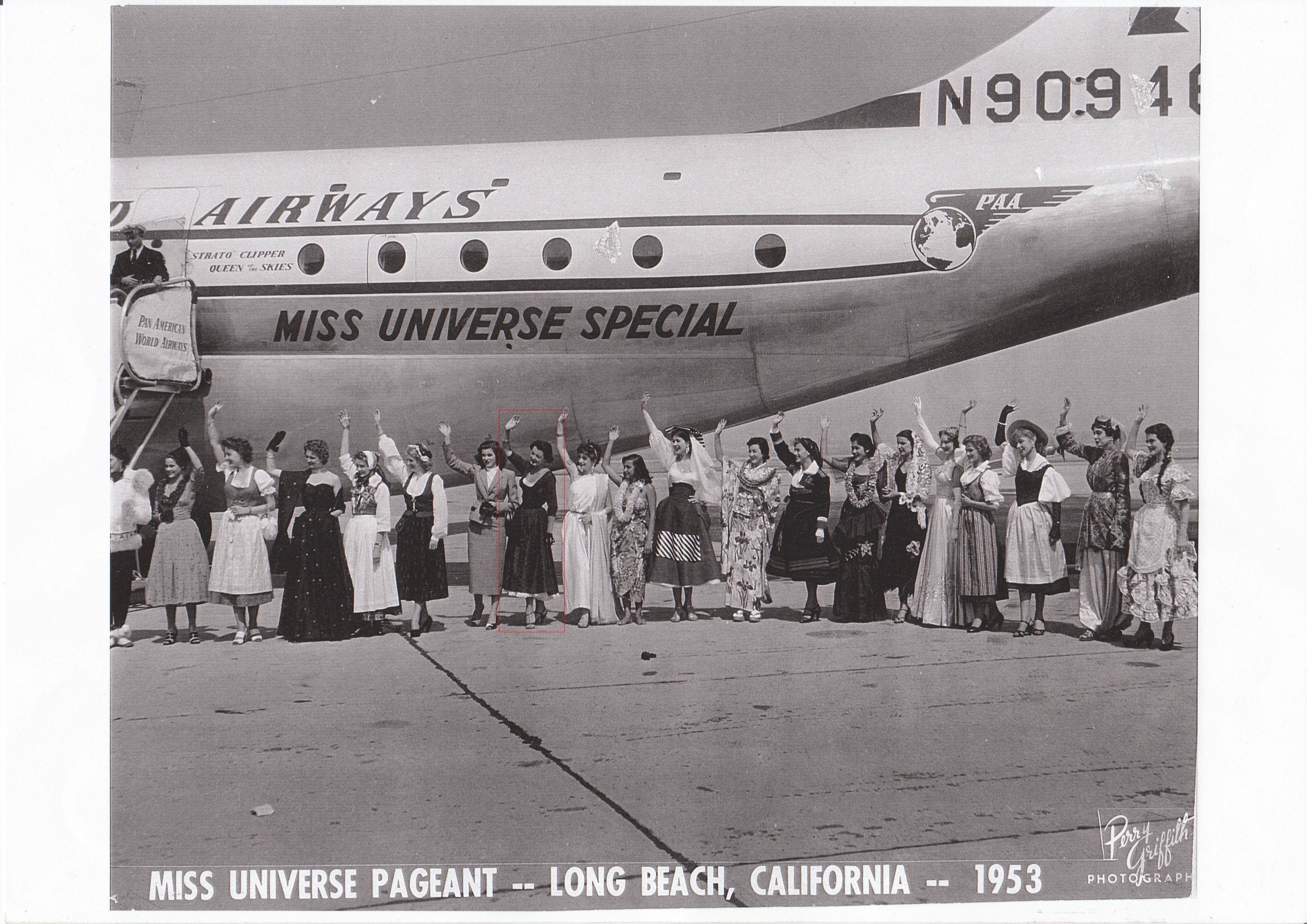
Thí sinh tham gia Hoa hậu Hoàn vũ 1953 ở Long Beach, California.

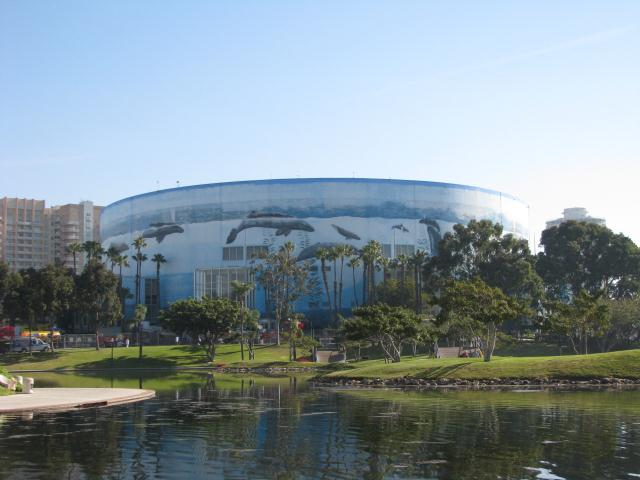
Nhà hát Thính phòng Long Beach, địa điểm chính thức diễn ra cuộc thi Hoa hậu Hoàn vũ 1953.

Cuộc thi có tổng cộng 26 thí sinh tham gia:
| Quốc gia/Lãnh thổ | Thí sinh                   |
| ----------------- | -------------------------- |
| Alaska            | Muriel Hagberg             |
| Úc                | Maxine Morgan              |
| Áo                | Lore Felger                |
| Bỉ                | Elayne Cortois             |
| Canada            | Thelma Elizabeth Brewis    |
| Đan Mạch          | Jytte Olsen                |
| Phần Lan          | Teija Anneli Sopanen       |
| Pháp              | Christiane Martel          |
| Đức               | Christel Schaack           |
| Hy Lạp            | Doreta Xirou               |
| Hawaii            | Aileen Lauwae Stone        |
| Ý                 | Rita Stazzi                |
| Nhật Bản          | Kinuko Ito                 |
| Mexico            | Ana Bertha Lepe Jiménez    |
| Na Uy             | Synnøve Gulbrandsen        |
| Panama            | Emita Arosemena Zubieta    |
| Perú              | Mary Ann Sarmiento         |
| Philippines       | Cristina Monson Pacheco    |
| Puerto Rico       | Wanda Irizarry             |
| Nam Phi           | Ingrid Rita Mills          |
| Thụy Điển         | Ulla Sandkler              |
| Thụy Sĩ           | Danielle Oudinet           |
| Thổ Nhĩ Kỳ        | Ayten Akyol                |
| Uruguay           | Ada Alicia Ibáñez Amengual |
| Hoa Kỳ            | Myrna Rae Hansen           |
| Venezuela         | Gisela Bolaños Scarton     |

## Chú ý

### Lần đầu tham gia
- Áo
- Thụy Sĩ

### Bỏ cuộc
- Chile
- Cuba
- Anh Quốc
- Hồng Kông
- Ấn Độ
- Israel

### Không tham gia
- Malaysia – Violet Sleigh
- Maroc – Colette Ribes